# キュロス (シリア)

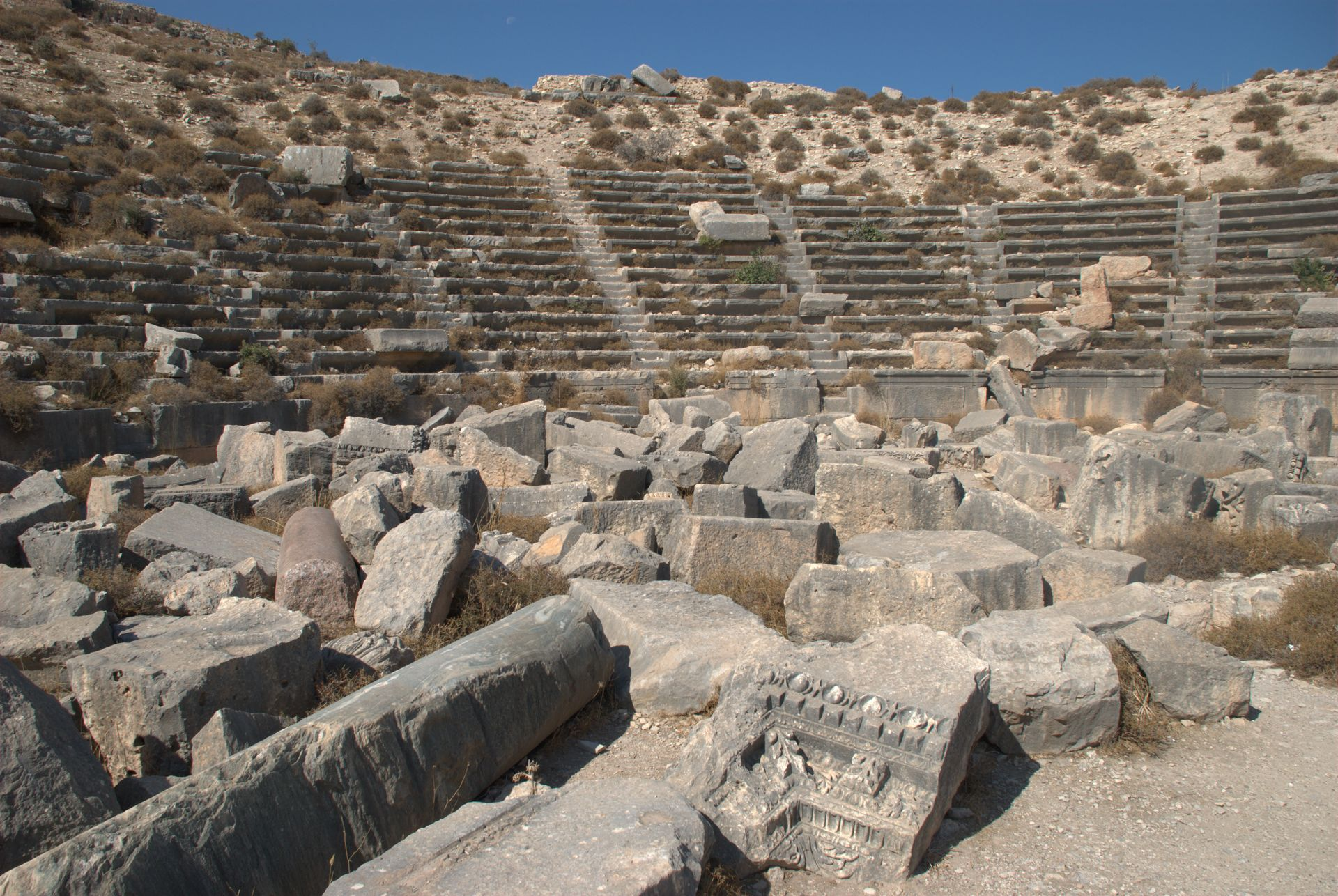
ネビ・フリのローマ劇場遺跡

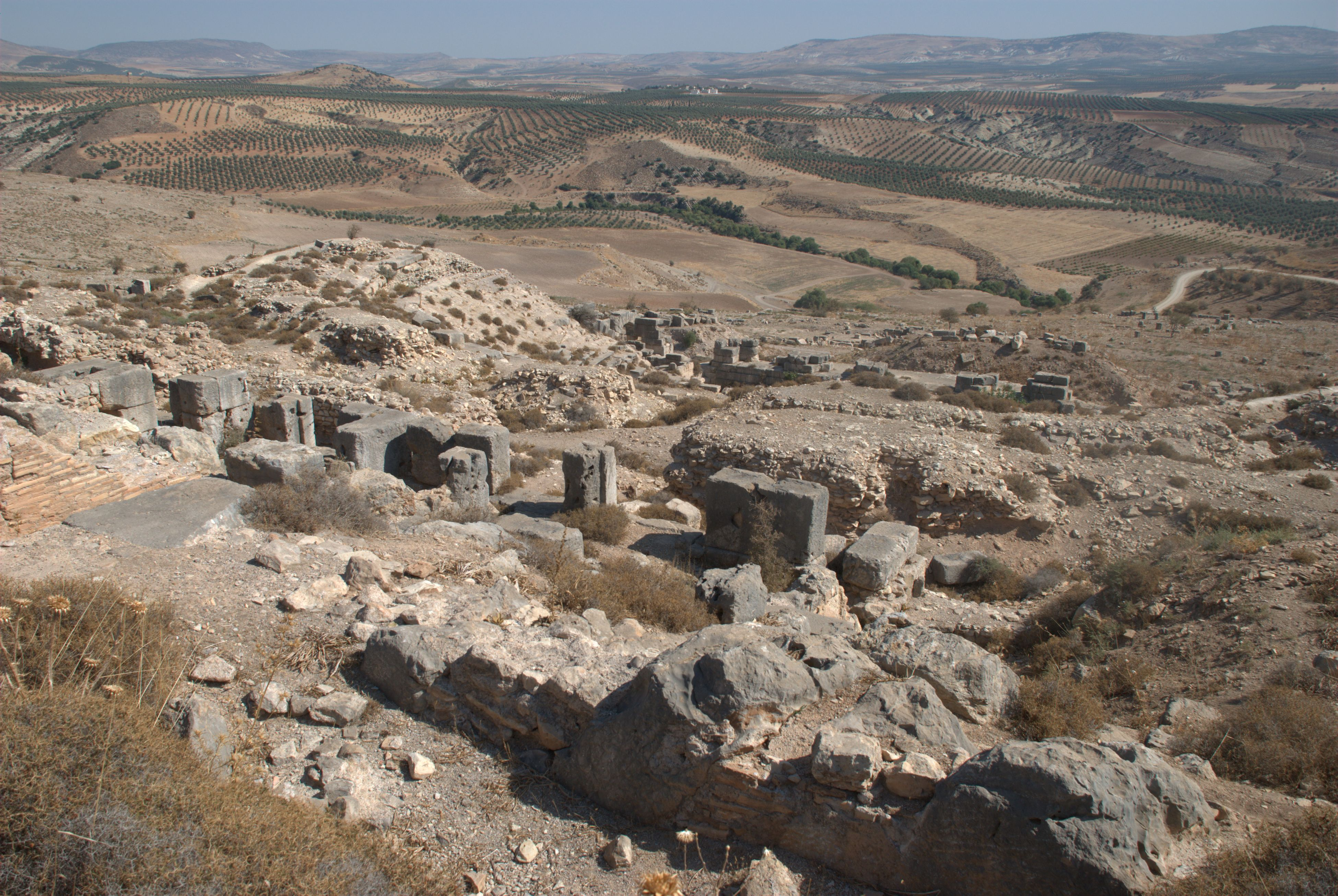
ネビ・フリの北方の風景

キュロス（ギリシャ語: Κύρρος, ラテン文字転写: Kyrros, ラテン語: Cyrrhus, Cyrrus）は、古代シリアの都市。アレクサンドロス大王の将軍の一人でセレウコス朝の創始者セレウコス1世によって建てられた。現在はトルコのキリス県キリス市の北西14kmにある、ネビ・フリの遺跡となっている。